# Точка нуль
«Точка нуль» – збірка документальної прози Артема Чеха про десять місяців служби у лавах ЗСУ в 2015—2016 роках.
Вперше опублікована у 2017 році (видавнитцтво Vivat), перевидана в 2023 році (видавництво Meridian Czernowitz).

## Зміст
Збірка складається з трьох розділів «Нові сни», «Осінь, зима і знову весна» та «P.S.», та містить 64 оповідання про досвід служби в зоні АТО.
«Точка нуль» є збіркою вражень мобілізованого киянина, який занотовує свої спостереження та переживання. Герой усвідомлює, що минуле назавжди залишається позаду, а тепер наступає нова реальність для нього, його сімʼї та всіх, хто разом із ним вирушив на навчання, на полігон, а потім у зону АТО. 
Ця розповідь заснована на особистих записах, Артема Чеха, під час і після військової служби в зоні АТО. Автор не зосереджується на героїчних битвах, а змальовує повсякденне життя солдата, вміло передаючи його найреальніші деталі. Мемуари Чеха водночас смішні, грубі та щирі у своєму зображенні реальності. Його книга надає війні людське обличчя та показує нам ту війну, яку багато хто до 24.02.2022 намагався ігнорувати.
Збірка розділяє назву – «Точка нуль» – з одним з оповідань, в якому сформульований трансформативний сенс твору: 
«Либонь, це найкращий час для усвідомлення свого життя як життя, а можливої смерті як смерті, для того, щоб відкинути зайве, штучно нагромаджене за роки, проведені в темряві. У густій і комфортній темряві, яку створив сам і в яку так повірив. Це точка нуль. Межа, якій передує безглузда лузга омани й за якою починається звільнення від думок, почуттів, бажань. Це повне занурення в себе, звільнення від залежностей і мирського непотребу. Це постриг у нову істоту, якою я ніколи не став би за інших обставин.»

## Переклади
Збірка «Точка нуль» перекладена на іноземні мови:
- Польська: Punkt Zerowy (видавництво Warsztaty Kultury, 2019)
- Англійська: Absolute Zero (видавництво Glagoslav Publications, 2020)
- Німецька: Nullpunkt (видавництво Arco Verlag, 2022)
- Чеська: Bod nula (видавництво Fra, 2023)
- Грузинська: ნულოვანი წერტილი (видавництво Siesta, 2023)

## Відзнаки
- У 2019 році польський переклад збірки було включено до короткого списку премії ім. Ришарда Капусцінського – нагороди, якою відзначають книжки репортажів, що порушують важливі сучасні проблеми, спонукають задуматися та поглибити знання про світ інших культур.

- У 2021 році оповідання «В нашу річницю десь на Донбасі» було включено в список 30 найкращих оповідань незалежної України.